# 真社会性
真社会性（しんしゃかいせい、英: eusociality）とは、動物の示す社会性のうち高度に分化が進んだもので、集団の中に不妊の階級を持つことを特徴とする。ハチやアリなどの社会性昆虫などに見られる。

## 概説
ハチやアリなどのいわゆる社会性昆虫は、その集団の中に女王のような個体、働きバチ（アリ）などの労働する階級などがあり、古くはそれが人間の社会とよく比較されたが、次第にその異質性が指摘されるようになった。
哺乳類の社会の場合、個体間の体型や体格の差は性的二形を除けば大きいものではない場合が多く、あっても固定的ではない。それに対して、社会性昆虫の場合、明確な体型や体格差が見られ、しかも固定的である。さらに、女王は人間社会に見られるような群れの支配をするという風にも見えるが、それ以上に群れの中で唯一、繁殖を行う個体であるという点でも独特である。
特に女王バチ（アリ）だけが繁殖を行い、いわゆる働きバチ（アリ）が繁殖をしないことに関しては、ダーウィンの進化論が発表された際にも問題となった。というのは、彼の進化論においては、たくさんの子を残した個体が、その個体の子孫に形質を伝えることで進化が行われるとするから、自分の子を持たない働きバチ（アリ）の形質は伝わりようがないからである。これを解決したのが血縁選択説であり、それによって社会性昆虫のありようが進化的に説明可能となった。それと同時に、不妊階級の存在こそが社会性昆虫の特徴であると見なされるようになった。そこで、その面から社会性昆虫に見られる社会性を捉え直したのが真社会性(eusociality)という概念である。この語を最初に用いたのはBatra(1966)で、ハチ目の社会を想定し、親とその娘による共同生活を指したが、後により拡大された内容を持つようになった。この言葉が広まったのにはE・O・ウィルソンの影響が大きい。
社会性昆虫の進化に関する論議や血縁選択説については社会性昆虫や血縁選択説を参照されたい。

## 定義
真社会性の定義は、その動物が以下のような性質を持つことである。
- 共同して子の保護が行われる
- 繁殖の分業、特に不妊の個体が繁殖個体を助けること
- 少なくとも親子二世代が共存、子の世代が巣内の労働をする程度に成長するまで共存する

しかし、先述のように、真社会性として脊椎動物の一般的な社会性と区別される特徴は不妊のカーストの存在であるから、それ以外はやや軽視される。たとえば子の保護に関しては、給餌や清掃のような積極的な保護の行動でなく、住家の防衛のような間接的なものもこれに含める。
このようにして新たに定義された真社会性においては、当初考えられたような統率者の存在や、群内の社会的構造などはむしろ意味がない。そういった点で、日常の用語における社会という語のもたらす印象とは、内容が大きく異なる言葉となってしまった。

## 新たな社会性動物
このような、新たに定義された真社会性に該当する動物は、その時点ではハチ目のスズメバチ類・ミツバチ類、アリ類、それにシロアリ目のものだけであった。
しかしながら、上記のような研究の進歩や、その理解の過程から、それ以外の昆虫において、同様の現象が見られるのではないかとの期待が持たれるようになった。
新たな定義のもとで、真社会性が発見されそうなものは、以下のような特徴を持つ昆虫（か他の動物）であると考えられた。
1. 集団で生活していること。
2. 集団がある程度固定的で、世代の重複があること。
3. その集団内での血縁度が高いこと。

そして、この期待にこたえて最初発見されたのは、アブラムシの例であり、1976年のことであった。その後、さらに新たなものが発見され、現在では以下のようなものが知られている。

### 真社会性の知られている分類群
- 節足動物門
  - 昆虫綱
    - ハチ目：アリ科・ミツバチ科・スズメバチ科など
    - ゴキブリ目：シロアリ亜目の全種・ムカシゴキブリ科の一部
    - カメムシ目：アブラムシ科の一部
    - コウチュウ目の一部
    - アザミウマ目の一部

  - 甲殻綱
    - 十脚目：テッポウエビ科の一部
- 脊索動物門
  - 哺乳綱
    - 齧歯目：ハダカデバネズミ・ダマラランドデバネズミ
- 扁形動物門
  - 吸虫綱
    - 棘口吸虫類の一部

### ハチ目
ハチ目ではスズメバチ科・ハナバチ上科の一部、およびアリ科の全部が古くから社会性昆虫として知られており、当然ながら真社会性である。これらでは繁殖雌が生んだ子が働きバチ（アリ）と呼ばれる不妊カーストとなり、雌親の繁殖を助ける。アリには兵アリを生じるものもあるが、これは働きアリからさらに分化したと考えられる。ハチ目については、複数の分類群の中に単独生活のもの、家族生活等集団生活するのものに真社会性のものが混じっており、目全体でそれぞれ独自に十回以上の真社会性の獲得があったとの推測もある。
しかし、このような群居して巣を作るものではない例として発見されたのが、寄生バチでの事例がある。寄生バチ類には宿主昆虫内で幼生が多胚形成によって増殖する例があり、そのような種で幼虫に二形がある例が知られていたが、その一つが兵隊であることを1981年にY.P.Cruzが発見した。それによると、トビコバチの一種Copidosomopsis tanytmemusにおいて、ハチは宿主のガの卵に産卵、その内部で幼生は多数の胚に分かれ、それらがすべて独立の幼生となるが、始めに出現するものは細長い体に発達した顎を持ち、その後に普通の幼生が出現する。この最初の幼生が兵隊であり、同一の宿主に他の種の寄生バチが侵入した場合、この幼虫が他種を食い殺す。また、他種が侵入しなかった場合にも、顎の大きい幼虫は成長せずに死ぬことが確認された。つまり、この顎の大きい形の幼虫は不妊の兵隊カーストである。その後、類似の例がいくつか報告され、日本ではキンウワバトビコバチに同様の例が発見された。
この例の場合、多胚形成による個体間の血縁度は1であり、真社会性が出現する条件としても不思議はない。ただし、この例では世代の重なりがないため、上記の定義には合わない。それでも不妊カーストの存在を重視してこれを真社会性と見なすことも多い。

### シロアリ目
シロアリ目は全種が真社会性である。この類では兵アリが不妊カーストである。働きアリもすべての種で見られるが、原始的なものでは生殖虫が未成熟な期間に労働を行うものがあり、その場合には不妊カーストではない。
シロアリの場合、すべてが社会性なので、共通の祖先において一回だけ真社会性が獲得されたと考えるのが普通である。

### カメムシ目
新たな観点から最初に真社会性であることが発見されたのはカメムシ目のボタンヅルワタムシという種で、青木重幸による。このアブラムシでは、一齢幼虫に二形があり、通常の幼虫以外に非常に足の発達したものが現れる。特に前二対がよく発達し、天敵であるヒラタアブの幼虫が近づくとこの足でしがみついて口吻で刺すことが観察された。さらに、この形の幼虫は二齢になれないことが発見された。つまり、群れの防衛を行い、決して繁殖をしないのである。これはシロアリにおける兵隊アリと同じであるから、これは真社会性と判断できる。その後同様に足の発達した兵隊アブラムシを持つもののほかに、タケツノアブラムシのように頭に角を持ち、これを突き刺すタイプの兵隊アブラムシを持つ例も見つかった。さらに防衛のみでなく、巣内の清掃などを行う例も発見されており、現在では2亜科60種以上が真社会性であることがわかっている。
アブラムシ類の場合、羽を持つ雌が宿主植物の上に定着すると、単為生殖によって雌を生み、それらの雌もその場に停まって雌の子を産む。そのため、密集した集団を形成するが、それを構成する個体は遺伝的には同質であり、血縁度は1であるから、真社会性の出現するのは当然と言えなくはない。また、それ以外のアブラムシ類にも幼生が天敵を攻撃する例が知られており、それが兵隊アブラムシ出現のもとになったことが推察されている。しかしながら、アブラムシのコロニー間では個体の出入りがある例も知られており、その血縁度が必ず1であるとは言い切れないようである。また、アリなどでは当たり前に見られるコロニーの識別がないらしく、他のコロニーの個体が交じった場合も攻撃を受けることはないと言う。

### コウチュウ目
コウチュウ目では、オーストラリア産のナガキクイムシ科の昆虫であるAustroplatypus incompertusが1992年に真社会性であることが報告された。この種では雌が受精後に樹皮下に杭道を作り、アンブロシア菌を摂取して幼虫を育てる。子供のうちの雄は外に出るが雌は残り、これが働きアリと同様の不妊カーストとして巣の拡張や管理、防衛を行うと言う。

### アザミウマ目
アザミウマ目は真社会性が出現する条件の多くを備えていることから、当初から注目されたが、真社会性のものが発見されたのは随分後になった。1992年にオーストラリアのOnchothrips haburusとO. tapperiの二種が真社会性であるとの報告がなされた。これらの種は受精した雌がアカシアの葉に虫コブを作り、その内部で繁殖してコロニーを作る。そこでは雌に短翅型と長翅型の子が生まれるが、前者が先に羽化し、群れを防衛する行動をとる。また、解剖によると両者ともに卵巣が発達する個体があるが、前者の方がその率が有意に低かったという。
また、ハチと異なる点としてコロニーに雄個体が含まれ、兵隊となっている例がある。これについてはこの類でコロニー内での近親交配の率が高いことをその理由として挙げる説がある。

### 十脚目
十脚目では1996年にカリブ海のサンゴ礁に生息するテッポウエビ類であるユウレイツノテッポウエビが真社会性であることがわかった。このエビは大型のカイメン類に共生し、300個体にも及ぶ大きな群れを作る。しかし繁殖は一個体の雌に限られ、他の個体は保育や防衛を行う。繁殖に際しては稚エビを生じる直接発生を行い、そのまま集団に加わって生育するらしい。その後、この海域で同様の生活をするものが6-7種発見された。いずれもカイメン類と共生して群れを作る。

### 哺乳類
1981年、哺乳動物として初めてハダカデバネズミが真社会性であることが報告された。真社会性が観察された哺乳動物は、デバネズミ科のハダカデバネズミとダマラランドデバネズミの2種のみである。

### 吸虫綱
2011年以降、扁形動物のうち吸虫綱で真社会性を示す種が報告されている。カルフォルニア州の太平洋沿岸でキバウミニナ科の巻貝Cerithidea californicaに寄生している棘口吸虫類Himasthla sp. B (HIMB)のレジアは、繁殖カーストと兵隊カーストに分化している。また日本でもホソウミニナに寄生している棘口吸虫類3種で同様のカースト分化が認められている。

## 類似の現象
また、それまでは社会性との関連を考えていなかった事例に、群体を形成するものが挙げられる。群体を形成する動物はいくつかの動物門に見られるが、その群体を構成する個体に形態的な分化が見られる例はいくつか知られている。刺胞動物門ヒドロ虫綱の群体ヒドラや管クラゲ類では一部の個体が生殖個虫となっている。内肛動物門では大部分が通常個体で、少数の個体が鳥頭体など群体の防衛などに特化して生殖能力を失っている。これらの動物の場合もアブラムシと同様に単為生殖によって個体を増やして形成された集団であるので、血縁度は1で、真社会性の出現する必然性はある。ただし、これも以前の社会性の考えの中ではその関連を考えることはなかったであろう。

## 真社会性の進化

### 進化の過程
アリやハチに見られる社会性に関しては、その進化の過程についてさまざまな考察が行われている。大きくは二つの説がある。
- 順次的に産卵し、成長した子供の羽化と親の産卵が重複するところから、子による親の育児の手伝いが発達したとするもの。
- 親が育児行動を発達させ、継続的な給餌を行うようになったことに起因するというもの。

しかし、これらの考えはハチ目に特有のものと考えられ、真社会性一般に通ずるものとは言いがたい。ただし、親による育児行動は、家族集団の形成を導き易いから、これを社会性の始まりと見なす考えは強く、その意味で家族集団を作るものを亜社会性（サブソシアリティ）という。
これに対して、全く異なる過程を想定する説もある。アメリカのMichernerは、集団営巣するハチ類が、より緊密につながった巣を作るところから、個体間の関係が密になり、そこから真社会性が発生する、という可能性を示唆した。実際、コハナバチでは複数雌が同一の穴の口を持つ巣を作る例があるし、アシナガバチ類では複数雌による営巣が知られる。このような複数個体の共同生活を真社会性の前段階と見る観点から、これを側社会性（パラソシアリティ）と言う。

### 進化の要因
ハチ類で真社会性の獲得が起こりやすかった理由としては、半倍数性に基づく血縁選択を挙げるのが普通である。
シロアリ類については腸内微生物を共有する習性が集団の形成の原因となったとの考えはあるが、これは真社会性の起源やその過程を必ずしも説明できるものではない。